# Pacific Racing
Pacific Racing foi uma equipe britânica de Fórmula 1 fundada por Keith Wiggins, em 1984. Disputou as temporadas de 1994 e 1995 da categoria.

## História

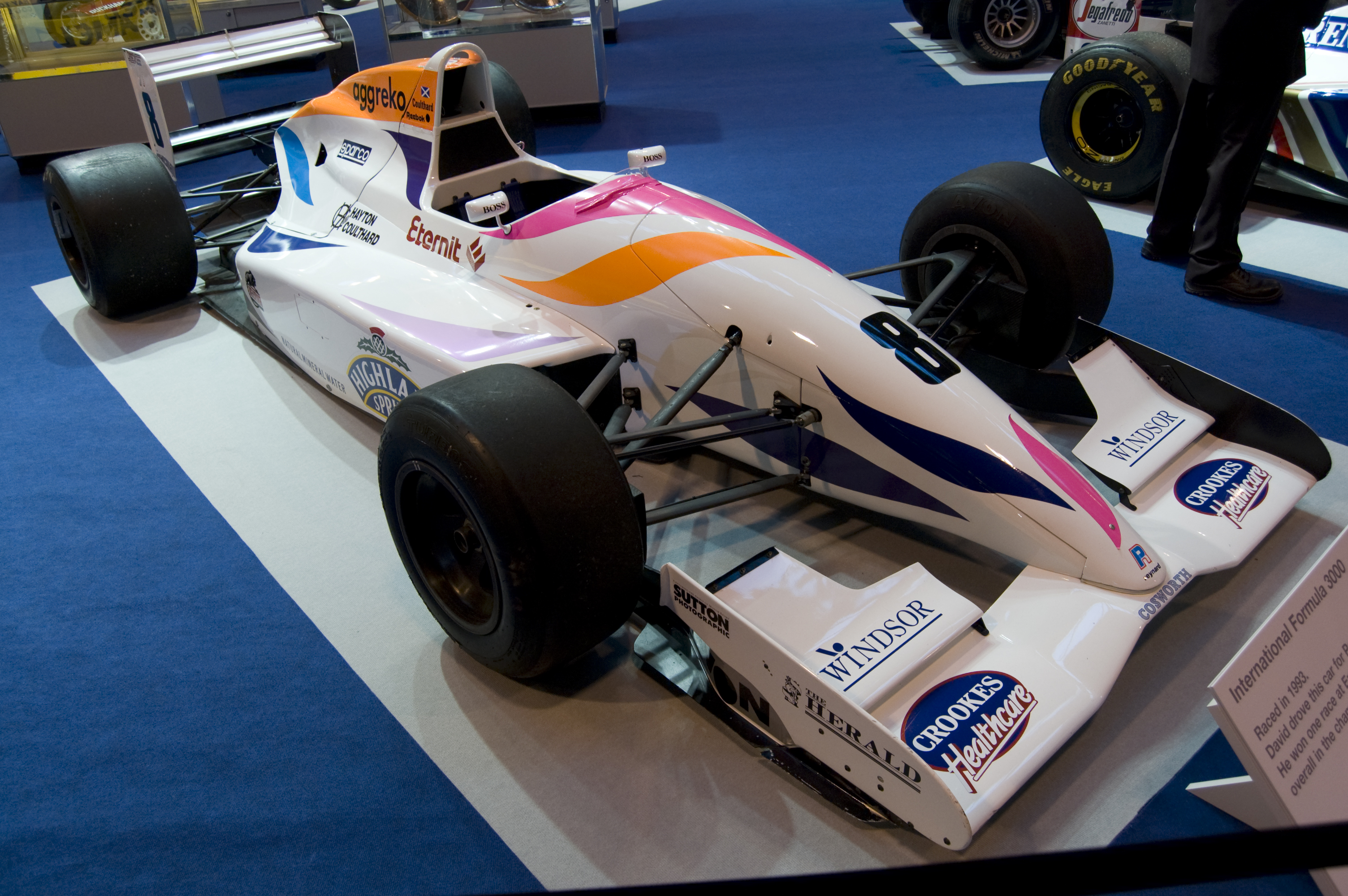
Carro da Pacific guiado por David Coulthard na F-3000 em 1993.

Antes da Fórmula 1, a Pacific disputou a Fórmula Ford britânica e a Fórmula 3, com relativo sucesso em ambas. Na Fórmula 3000, estreou em 1989 tendo como pilotos JJ Lehto, Eddie Irvine e Allan McNish, e terminou o campeonato em sétimo lugar, com 17 pontos ganhos.
Nas demais temporadas a partir de 1990 (exceção em 1994 e 1995), a equipe conquistou cinco vitórias e o título da temporada de 1991 com o brasileiro Christian Fittipaldi. Encerraria suas atividades após uma fraca temporada em 1997.

## Fórmula 1

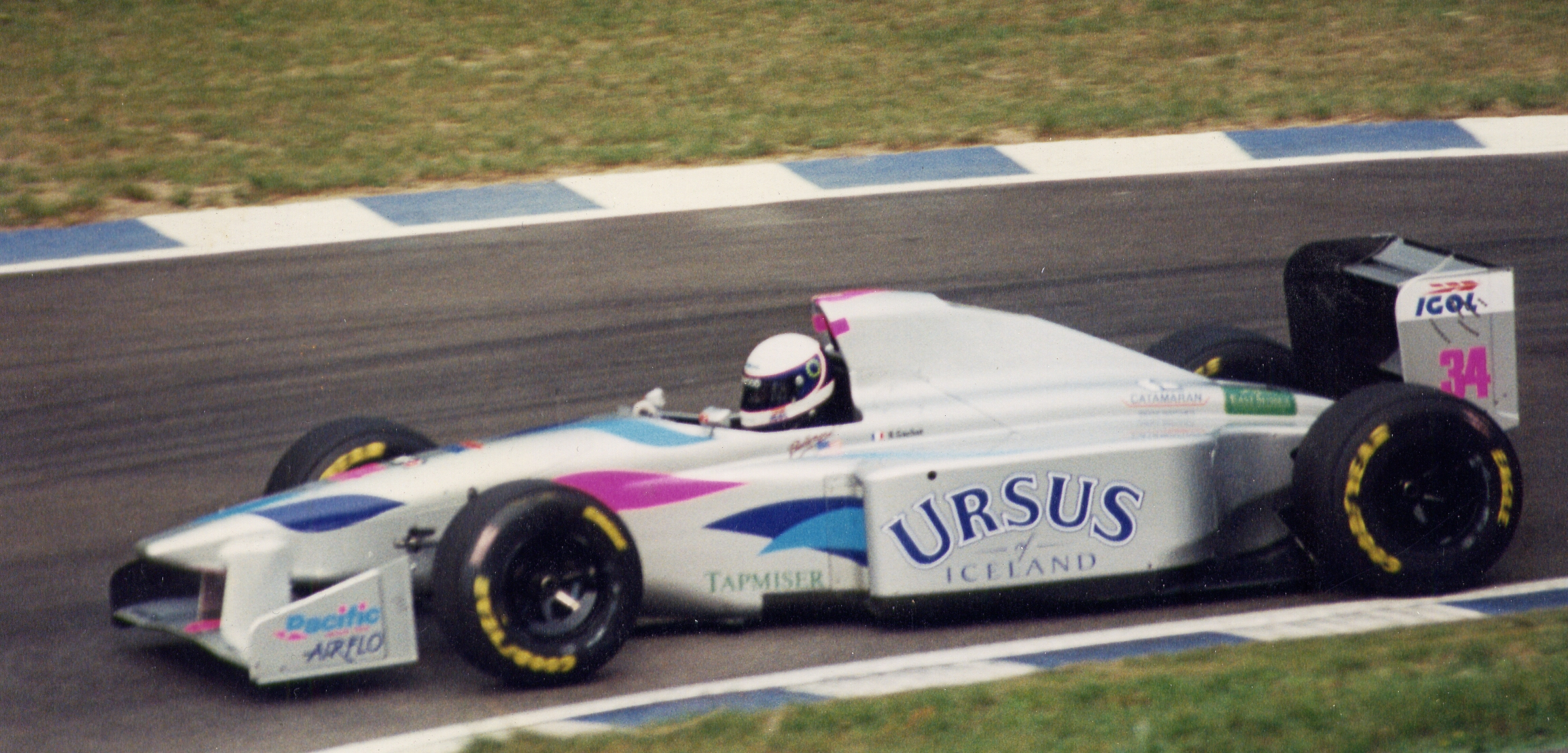
Bertrand Gachot pilota o PR01 no GP do Pacífico de 1994

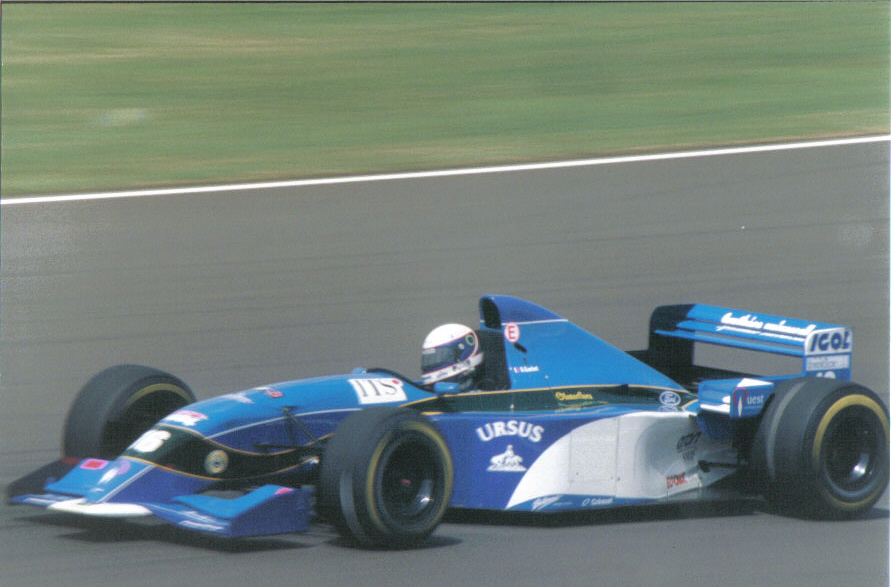
Gachot no GP da Grã-Bretanha de 1995.

Em 1994, a Pacific migrou da F-3000 para a Fórmula 1, mudando seu nome para Pacific Grand Prix. A temporada de estreia na categoria foi um desastre: tendo como pilotos o franco-belga Bertrand Gachot, de volta à categoria após uma rápida passagem pela CART, e o francês Paul Belmondo, que também regressava após um ano sem competir em monopostos (em 1993, foi piloto de testes da Benetton), além do jovem britânico Oliver Gavin como piloto de testes, além do come-pedra PR01, que sempre tinha desenvolvimento limitado, chegando a ser 7 segundos mais lento do que o restante do grid (inclusive no GP da Austrália, Bertrand Gachot ficou à incriveis 6 minutos mais lentos do que o penúltimo colocado) além do fraco motor Ilmor, a escuderia largou em apenas 5 corridas (5 com Gachot, duas com Belmondo) e a partir do GP da França até o GP da Austrália, não se classificou para nenhuma outra corrida na temporada. 
No final, a Pacific encerrou o campeonato em último lugar na classificação dos construtores, sem pontuar, assim como Lotus e Simtek.
Para 1995, foram feitas mudanças na estrutura do time, que trocaria a pintura prata por uma predominantemente azul, além de partes em branco e em "British Green" (a Pacific havia concretizado uma fusão com a Lotus, chegando a ostentar o logotipo da tradicional escuderia inglesa no carro). 
Nas primeiras 8 corridas, Gachot, que também era um dos acionistas do time, seguiu no time até ser substituído por Giovanni Lavaggi (que também chegou a ser piloto de teste da escuderia em 1994) em 4 corridas e por Jean-Denis Délétraz em duas, antes de regressar a tempo de conquistar o melhor resultado da Pacific na F-1, um oitavo lugar no GP da Austrália (mesma posição obtida no GP da Grã-Bretanha) - dois pilotos chegaram a negociar com o time: o japonês Katsumi Yamamoto, da Fórmula Nippon (disputaria as etapas do Pacífico e de Suzuka) e Oliver Gavin (também para o GP da Austrália). Andrea Montermini, o segundo piloto, foi o único que disputou a temporada completa. 
Mesmo com muitas reformulações, o carro PR02 continuava sendo come-pedra, sendo até 12 segundos mais lento do restante do grid (como aconteceu com Deletráz em Portugal).
Com o carro inútil, a Pacific ocupou durante a maior parte do campeonato no fundão do grid, terminando o campeonato de construtores na penúltima posição, a frente apenas da Simtek (que só disputou apenas 4 etapas antes de fechar as portas por problemas financeiros). 
A equipe tinha planos de seguir na categoria em 1996, mas as negociações não vingaram, principalmente por causa de problemas financeiros. Assim, a Pacific sai da Fórmula 1, depois de apenas duas temporadas. No total, foram 22 largadas na categoria, e nenhum pontinho sequer foi marcado. 
No mesmo ano, regressou à Fórmula 3000 com Cristiano da Matta e Patrick Lemarié como pilotos e terminou o campeonato de construtores em 7º lugar, com 9 pontos (7 do brasileiro e 2 do francês).
Disputaria ainda a temporada de 1997, com Oliver Tichy (9 pontos, com um pódio) e Marc Gené, que deixou a equipe após largar em um único GP. 
Posteriormente, a equipe se aventurou em algumas provas de esportes protótipos, participando das 24 Horas de Le Mans, em 1997 e 1998, mas os consecutivos resultados ruins, aliado aos problemas financeiros, fizeram com que a equipe fechar as portas depois de 2 corridas pelo Campeonato Mundial de Sport-Protótipos da FIA, em 1998.

## Carros
| Ano  | Nome oficial                                     | Modelo | Motor               | Pneu | Combustível | Pilotos                                                                        | Pilotos de testes             | Class. pilotos                                                                        | Class. construtores |
| ---- | ------------------------------------------------ | ------ | ------------------- | ---- | ----------- | ------------------------------------------------------------------------------ | ----------------------------- | ------------------------------------------------------------------------------------- | ------------------- |
| 1994 | Pacific Grand Prix Ltd. Ursus Pacific Grand Prix | PR01   | Ilmor 2175A 3.5 V10 | G    | Elf         | 33 Paul Belmondo 34 / Bertrand Gachot                                          | Giovanni Lavaggi Oliver Gavin | Gachot - 38º (0 PT) Belmondo - 41º (0 PT)                                             | 14º lugar (0 PT)    |
| 1995 | Pacific Grand Prix Ltd.                          | PR02   | Ford EDC 3.0 V8     | G    | Elf         | 16 / Bertrand Gachot Giovanni Lavaggi Jean-Denis Délétraz 17 Andrea Montermini | Oliver Gavin                  | Montermini - 25º (0 PT) Gachot - 26º (0 PT) Délétraz- 34º (0 PT) Lavaggi - 35º (0 PT) | 12º lugar (0 PT)    |

## Pilotos
- Bertrand Gachot - Em final de carreira, o franco-belga disputou 16 provas com a Pacific, tendo um oitavo lugar como seu melhor resultado. Além de piloto, Gachot era um dos sócios da escuderia.
- Paul Belmondo - Após não encontrar vaga na F-1 em 1993, assinou com a Pacific para a temporada de 1994. Seu desempenho foi fraco: em 16 corridas, largou em apenas duas.
- Andrea Montermini - Recuperado do acidente nos treinos para o GP da Espanha de 1994, quando corria pela Simtek, o italiano disputou 17 provas, em 1995. Teve como seu melhor resultado na temporada de 1995 um oitavo lugar, no GP da Alemanha.
- Giovanni Lavaggi - Piloto de testes da Pacific em 1994, Lavaggi foi contratado para o lugar de Gachot, por motivos financeiros. Estreou já aos 37 anos de idade, e disputou 4 corridas, abandonando em todas.
- Jean-Denis Délétraz - Disputou 2 corridas em 1995, e também não completou nenhuma. Sua vaga foi repassada a Bertrand Gachot, então o piloto titular.